# Vjalikaja Berasztavica

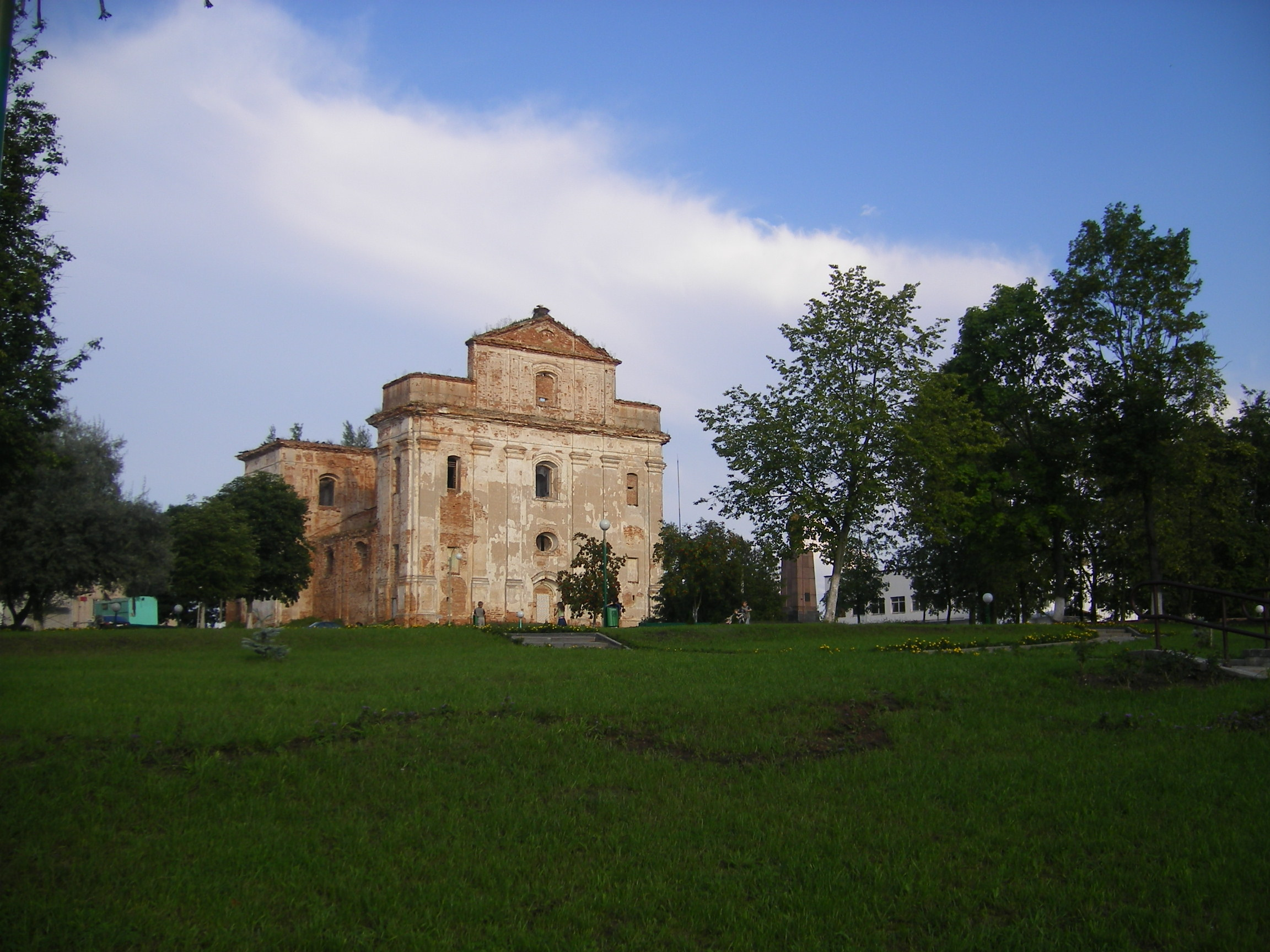
Az egykori karmelita templom romjai

Vjalikaja Berasztavica (Вялікая Бераставіца, oroszul Большая Берестовица, lengyelül Brzostowica) városi jellegű település Fehéroroszország Hrodnai területének nyugati részén, a Berasztavicai járás székhelye. A lengyel határ közelében fekszik, Hrodnától 60 km-re délre. Pahranyicsni településsel együtt mintegy 8 ezer lakosa van .  

## Történelem
A település első írásos említése 1506-ból származik. 1795-ben csatolták Oroszországhoz. 1919-1939 között Lengyelországhoz tartozott. 1944-ben lett járási székhely. 1968-ban 2,7 ezer lakosa volt. 

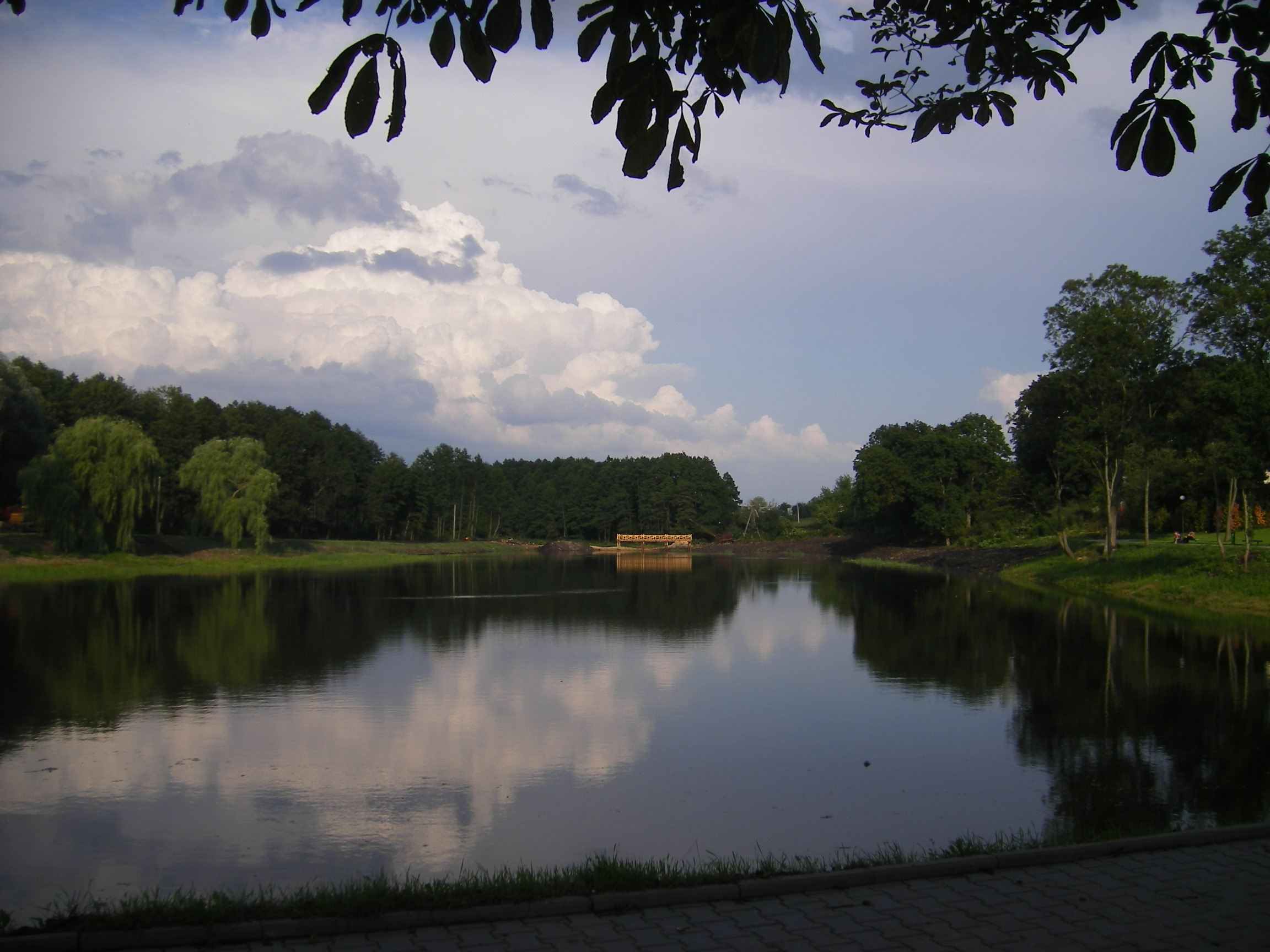
A település központjában levő tó

## Gazdaság
A település meghatározó gazdasági ágazata az élelmiszeripar, de kisebb varroda is működik itt. A P99-es főút biztosítja az összeköttetést Hrodnával és Pahranyicsni munkástelepüléssel (12 km), ahol a beresztovicai vasútállomás és határátkelő is található. A P100-as főút Masztival (46 km), a P134-es pedig Szviszlaccsal köti össze. A legközelebbi nagyobb város, Vavkaviszk 30 km-re keletre fekszik, több útvonalon (P75, P99) is megközelíthető.

## Nevezetességek
Berasztavica legértékesebb műemléke a romos állapotban levő, 1741-ben épült karmelita templom, mely a főtéren áll. Egyes források szerint eredetileg 1615-ben épült. Az Uszpenszkaja-templom 1741-ben, a neogótikus Preobrazsenyija Goszpodnyego-templom 1912-ben épült.

## jegyzetek
1. ↑  Численность населения на 1 января 2024 г. и среднегодовая численность населения за 2023 год по Республике Беларусь в разрезе областей, районов, городов, поселков городского типа. The population as of January 1, 2024 and the average annual population for 2023 in the Republic of Belarus by regions, districts, cities and urban-type settlements . National Statistical Committee of the Republic of Belarus, 2024. március 28.

## Külső hivatkozások
- Nevezetességek (oroszul)
- Fényképek a Radzima.org-on